# Мельниці-Подільський замок
Мельниці-Подільський замок — втрачена оборонна споруда в смт Мельниці-Подільській Мельнице-Подільської громади Кременецького району Тернопільської области України.

## Відомості
У 12 ст. збудовано замок на горбі, важкодоступному із півдня, заходу та півночі. Вище від укріплення стояла дерев'яна церква, біля неї був цвинтар.
Замок і храм татари неодноразово руйнували, але їх відбудовували місцеві жителі. Нині територію називають «На замчищі».